# لیک فنتون (میشیگان)
لیک فنتون (به انگلیسی: Lake Fenton) یک منطقهٔ مسکونی در ایالات متحده آمریکا است که در شهرستان جنسی، میشیگان واقع شده‌است. لیک فنتون ۱۸٫۶ کیلومتر مربع مساحت و ۵٬۵۵۹ نفر جمعیت دارد و ۲۶۸ متر بالاتر از سطح دریا واقع شده‌است.